# マクシミリアン・カファレリ

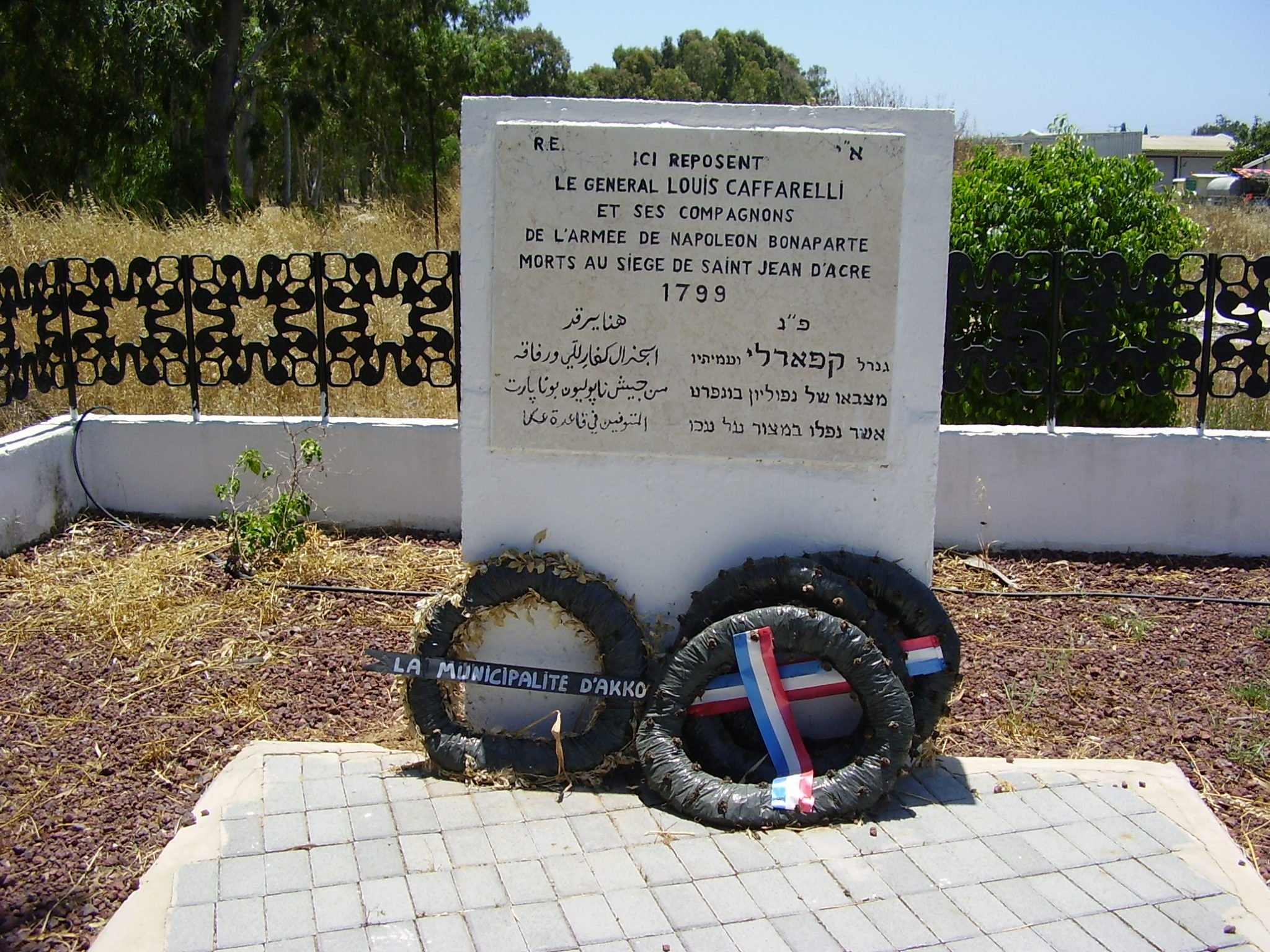
アッコ（イスラエル）にあるカファレリ将軍の墓

ルイ＝マリー＝ジョゼフ＝マクシミリアン・ド・カファレリ・デュ・ファルガ（Louis-Marie-Joseph-Maximilian de Caffarelli du Falga、1756年2月13日 - 1799年4月27日）は、フランス軍の将軍であり学者。オート＝ガロンヌのファルガ城で生まれ、シリアで戦病死した。弟のマリー＝フランソワ＝オーギュスト・ド・カファレリ・デュ・ファルガ（1766年 - 1849年）とルイ＝マリー＝ジョゼフ・カファレリ（1760年 - 1845年）もまた将軍である。

## 経歴
カファレリは10人の兄弟姉妹の長子だったが、両親の財産の大部分について、長男の権利の行使を拒否した。彼はサンブル・エ・ミューズの軍隊でジャン＝バティスト・クレベールに仕えた。1797年11月27日、砲弾によって左脚を失ったが、木製の義足をつけて軍務を続け、1798年のエジプト侵攻にもクレベールとともに参加した。遠征軍の中では彼についてこんな軽口が聞かれた－「カファは何が起きようがへいちゃらだ。なぜならいつも片足をフランスに置いているんだから」。
彼は1796年2月13日、倫理と政治学に関するエジプト学士院（Institut d'Égypte、遠征軍に置かれたエジプト研究会）の政治経済学セクションのメンバーに選ばれて、会則の起草に加わった。彼はまた、ナポレオンに同行して、後にスエズ運河として実現することになるルートの探索調査を行った。
1799年のアッコ包囲戦における4月24日の突撃の際、カファレリは右ひじを砲弾で砕かれ、右腕を切断しなければならなかった。そして左手でものを書くことを学び始めたときに壊疽が襲い、高熱を発して亡くなった。ナポレオンは、回顧録の中でこう書いている：「カファレリ将軍を送ることはわれわれ全体の悲しみであった。軍は最も勇敢なリーダーを、エジプトは立法者を、フランスは最高の市民を、そして科学は偉大な学者を失った」。カファレリは、ユーセフ・シャヒーンの映画『アデュー・ボナパルト（Adieu Bonaparte）』（1985年）の主人公である。

## 参考資料（外部リンク）
- 「Life of Napoleon（ナポレオンの生涯）」第13章
- A New General Biographical Dictionary, p386
- 「A History of the Egyptian Revolution（エジプト革命の歴史）」